# Philippe Krief
Philippe Krief (1965) é um engenheiro automotivo e executivo de negócios francês que atualmente ocupa o cargo de diretor executivo da Alpine, uma fabricante francesa de carros esportivos.

## Carreira
Krief formou-se na École Nationale Supérieure de Techniques Avancées em Paris.
Ele iniciou sua carreira como engenheiro na Michelin, onde trabalhou por mais de 10 anos. Em seguida, ingressou no grupo FIAT em 1998, onde foi responsável por chassis e dinâmica de veículos até 2011.
Krief continuou sua carreira na Ferrari e depois na Maserati, como diretor do departamento de veículos e diretor técnico da marca Alfa Romeo, respectivamente, supervisionando o desenvolvimento do Alfa Romeo Giulia e Stelvio, bem como do Ferrari 458 Special. Em junho de 2016, ele retornou à Ferrari, se tornando chefe de engenharia e gerente de P&D.
Em 21 de fevereiro de 2023, Krief foi nomeado para o cargo de vice-presidente de engenharia e performance de produto da Alpine, cargo que ele começou a ocupar a partir de 6 de março. Ele foi nomeado diretor executivo da marca em 20 de julho de 2023, substituindo Laurent Rossi. Nas com Krief permanecendo com as suas funções que ocupava no doutro cargo, enquanto aguarda o seu sucessor na função.